# Halvard Hanevold
Halvard Hanevold (* 3. Dezember 1969 in Asker; † 3. September 2019 ebenda) war ein norwegischer Biathlet und Olympiasieger im Biathlon.

## Karriere
Halvard Hanevold startete für den Asker Skiklubb. Nach einigen Startschwierigkeiten profitierte er von der radikalen Verjüngung des norwegischen Teams im Winter 1994. Der Erfolg bei den Olympischen Spielen 1994 in Lillehammer blieb zwar noch aus, aber die norwegische Teamleitung baute weiter auf die Jugend, zu der unter anderem auch Ole Einar Bjørndalen gehörte. 1995 feierte Hanevold seinen ersten Weltmeistertitel im mittlerweile abgeschafften Mannschaftswettbewerb (zusammen mit Frode Andresen, Dag Bjørndalen und Jon Åge Tyldum). Er steigerte sich weiter und war ab 1996 immer unter den besten 30 Athleten im Gesamtweltcup, zweimal beendete er die Saison als Vierter.
Anfang 1998 feierte er in Antholz seinen ersten Weltcupsieg, zwei Monate später gewann Hanevold überraschend in Nagano olympisches Gold im Einzel über 20 km, wobei er auf der Schlussrunde den Italiener Pieralberto Carrara hinter sich lassen konnte. Eine Woche später folgte der Gewinn der Silbermedaille in der Staffel. Die erfolgreiche Saison komplettierte der Weltmeistertitel im Mannschaftswettbewerb. Von 1998 bis 2000 gelangen Hanevold fünf weitere Weltcupsiege. 2002 gewann er mit der Staffel erneut olympisches Gold, sein nächster Einzelsieg gelang ihm jedoch erst bei den Biathlon-Weltmeisterschaften 2003 in Chanty-Mansijsk, wo er im Einzel über 20 km Gold gewann.
In der darauffolgenden Saison siegte er in zwei aufeinanderfolgenden Rennen, erreichte fünf Podestplätze und gewann zudem bei den Biathlon-Weltmeisterschaften 2004 Silber mit der Staffel. Bei den Biathlon-Weltmeisterschaften 2005 im österreichischen Hochfilzen fügte er seiner langen Erfolgsliste einen weiteren Titel in der Staffel (zusammen mit Ole Einar Bjørndalen, Stian Eckhoff und Egil Gjelland) hinzu. Bei den Olympischen Spielen 2006 in Turin gewann er Bronze im Einzel über 20 km und Silber im Sprint über 10 km.
Bei den Weltmeisterschaften 2008 in Östersund (SWE) konnte er über 10 km die Silbermedaille erkämpfen. Er wurde Vizeweltmeister hinter dem Russen Maxim Tschudow und vor seinem Mannschaftskameraden Ole Einar Bjørndalen. Mit der norwegischen Staffel gewann Halvard Hanevold Silber. Auch bei den Weltmeisterschaften 2009 im südkoreanischen Pyeongchang gelang dem Norweger der Sprung aufs Treppchen. Mit der Staffel gewann er seinen fünften Weltmeistertitel, im Sprintrennen lief er auf den Bronzeplatz hinter Bjørndalen und Lars Berger. Zum Abschluss seiner Karriere gewann Halvard Hanevold erneut Olympiagold mit der norwegischen Staffel bei den Olympischen Winterspielen 2010.
Hanevold war mehrfacher norwegischer Meister und gewann außerdem mit der Staffel von Oslo & Akershus sechsmal die nationalen Meisterschaften.
Der an der NTNU studierte Dipl.-Ing. Maschinenbau Halvard Hanevold lebte bis 2005 mit der deutschen Biathletin Sabrina Buchholz zusammen. Zuletzt war er mit der Kanadierin Sandra Keith verheiratet, mit der er zwei Kinder hatte. Er war Athletenbotschafter der Entwicklungshilfeorganisation Right to Play. 2011 wirkte er in der auf NRK1 ausgestrahlten norwegischen Fernsehserie Mesternes Mester mit. Im September 2019 starb er im Alter von 49 Jahren.

## Biathlon-Weltcup-Platzierungen
Die Tabelle zeigt alle Platzierungen (je nach Austragungsjahr einschließlich Olympische Spiele und Weltmeisterschaften).
- 1.–3. Platz: Anzahl der Podiumsplatzierungen
- Top 10: Anzahl der Platzierungen unter den ersten zehn (einschließlich Podium)
- Punkteränge: Anzahl der Platzierungen innerhalb der Punkteränge (einschließlich Podium und Top 10)
- Starts: Anzahl gelaufener Rennen in der jeweiligen Disziplin
- Staffel: inklusive Mixed-Staffel

| Platzierung | Einzel | Sprint | Verfolgung | Massenstart | Team | Staffel | Gesamt |
| ----------- | ------ | ------ | ---------- | ----------- | ---- | ------- | ------ |
| 1. Platz    | 4      | 2      | 1          | 2           |      | 23      | 32     |
| 2. Platz    | 4      | 5      | 5          |             | 1    | 19      | 34     |
| 3. Platz    | 2      | 7      | 5          | 3           |      | 13      | 30     |
| Top 10      | 25     | 54     | 44         | 19          | 1    | 69      | 212    |
| Punkteränge | 41     | 114    | 78         | 50          | 2    | 70      | 355    |
| Starts      | 67     | 141    | 87         | 50          | 2    | 70      | 417    |